# Зульц
Зульц (нім. Sulz) — містечко та громада округу Фельдкірх в землі Форарльберг, Австрія.
Зульц лежить на висоті 495 м над рівнем моря і займає площу 3,01 км². Громада налічує 2390 мешканців. 
Густота населення 794/км².  
Округ Фельдкірх лежить на самому заході Австрії, на кордонах із Швейцарією та Ліхтенштейном. Це високогірний альпійський регіон. Населення округу, як і всього Форальбергу, розмовляє алеманським діалектом німецької мови, а тому ближче до швейцарців, ніж до населення більшої частини Австрії, яке розмовляє баварсько-австрійським діалектом. Округ, основною індустрією якого є туризм, має розвинуту мережу сполучення, численні гірськолижні траси й спортивні курорти з готелями та іншою інфраструктурою. 
|                                |
| Зульц на мапі округу та землі. |

Адреса управління громади: Hummelbergstraße 9, 6832 Sulz (Vorarlberg). 
У громаді є дитячий садок, фольк- та гауптшколи. В гауптшколі навчаються також діти з Ретіса й Вікторсберга.

## Демографія
Історична динаміка населення міста за даними сайту Statistik Austria